# Ḫidar
Ḫidar (fl. XXIV secolo a.C.) è stato un re (Lugal), probabilmente l'undicesimo e penultimo, della seconda dinastia della città di Mari, importante snodo commerciale fra la Mesopotamia e l'Asia minore.
Ḫidar (regnò intorno al 2300 a.C.), il suo nome compare in molti documenti eblaiti con la moglie Baba, uno dei suoi figli Ašiḫu ed il fratello NENE. 

Durante il suo regno Mari subì la più grave sconfitta militare della seconda dinastia e perse la supremazia sulla media valle dell'Eufrate. Già da tempo Ebla, sotto il regno di Išar-damu ed il governo dei gran visir Ibrium e poi Ibbi-zikir, stava preparando il suo riscatto, rafforzando le alleanze con i regni limitrofi, in particolare Nagar e Kiš, interessati a liberarsi dal giogo mariota. 

Gli emissari marioti tentarono di reagire contattando le città secondarie per allontanarle dalla coalizione con Ebla, in particolare Haddu. Il messaggero mariota Šuwama-wabar, circa nel 2005 a.C., tentò di convincere gli emissari del re della città di Haddu, che era riluttante ad allontanarsi dalla coalizione, cercando di convincerli che Ebla non era un alleato affidabile. Il re di Haddu in un primo tempo sembrò accettare ma poi inviò un contingente di truppe a rinforzo dell'esercito Ebalita. 

Nel 2004 a.C. l'esercito della coalizione eblaita cominciò le operazioni militari, nella sua marcia verso sud ricevette rinforzi da Kiš, sotto il comando del fratello del re di quella città, Nirišum e, come già scritto, da Haddu. Fu conquistata la città di Tuttul, alla confluenza del fiume Balikh con l'Eufrate, e qui fu raggiunto da due principi eblaiti Igsub-damu e Ze-damu. Poi fu conquistata Terqa e la battaglia decidiva fu combattuta vicino a quella città, a soli 55 Km da Mari, e si concluse con la vittoria dell'esercito eblaita. I generali eblaiti però non ritennero sicuro avanzare ulteriormente per cingere d'assedio Mari ed accettarono la resa proposta dal fratello del re Ḫidar, NENE, a Terqa. 

Le trattative per le condizioni di pace definitive si svolsero ad Ebla. La situazione di Mari era veramente grave ed alle trattative, fatto assolutamente straordinario, partecipò, a fianco di uno dei suoi figli, Ašiḫu, la stessa regina Baba. 
Tutto sembrava perduto, Ebla era a capo di una coalizione con i regni di Nagar e di Kiš che dominava tutto il medio Eufrate e gran parte del sud mesopotamico, ma quattro anni dopo, circa nel 2000 a.C. Ebla fu conquistata e saccheggiata, probabilmente, in base alle ultime conclusioni degli studiosi, dallo stesso Ḫidar. La lunga guerra aveva però lasciato distrutti o fortemente indeboliti i regni in essa coinvolti, si era creato un vuoto di potere che, dopo un tentativo del re Lugalzagesi di Umma, fu colmato da Sargon di Akkad, che riuscì a creare un impero che collegava le quattro parti del mondo. 
Pochi anni dopo la distruzione di Ebla ad Ḫidar succedette Isqi-Mari, che sarà l'ultimo re della seconda dinastia mariota.